# Aeropuerto de Samara-Smyshliayevka

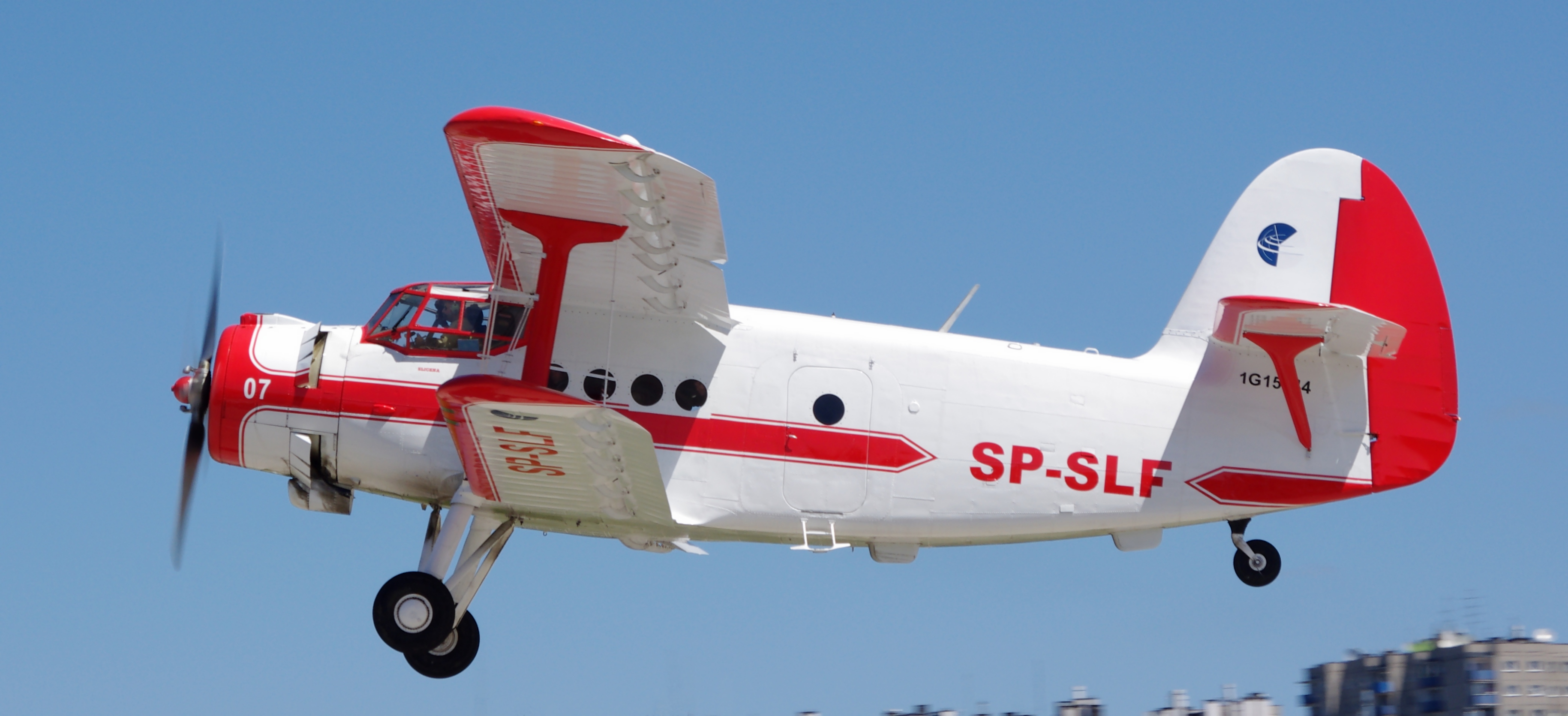
Antonov An-2

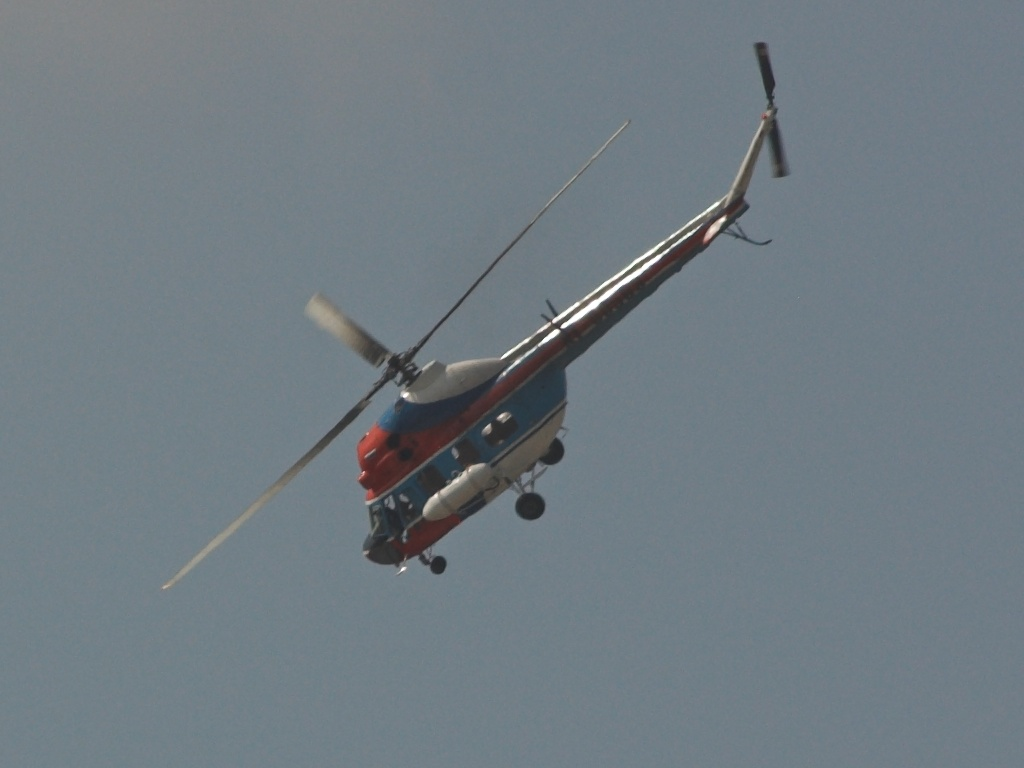
Mil Mi-2

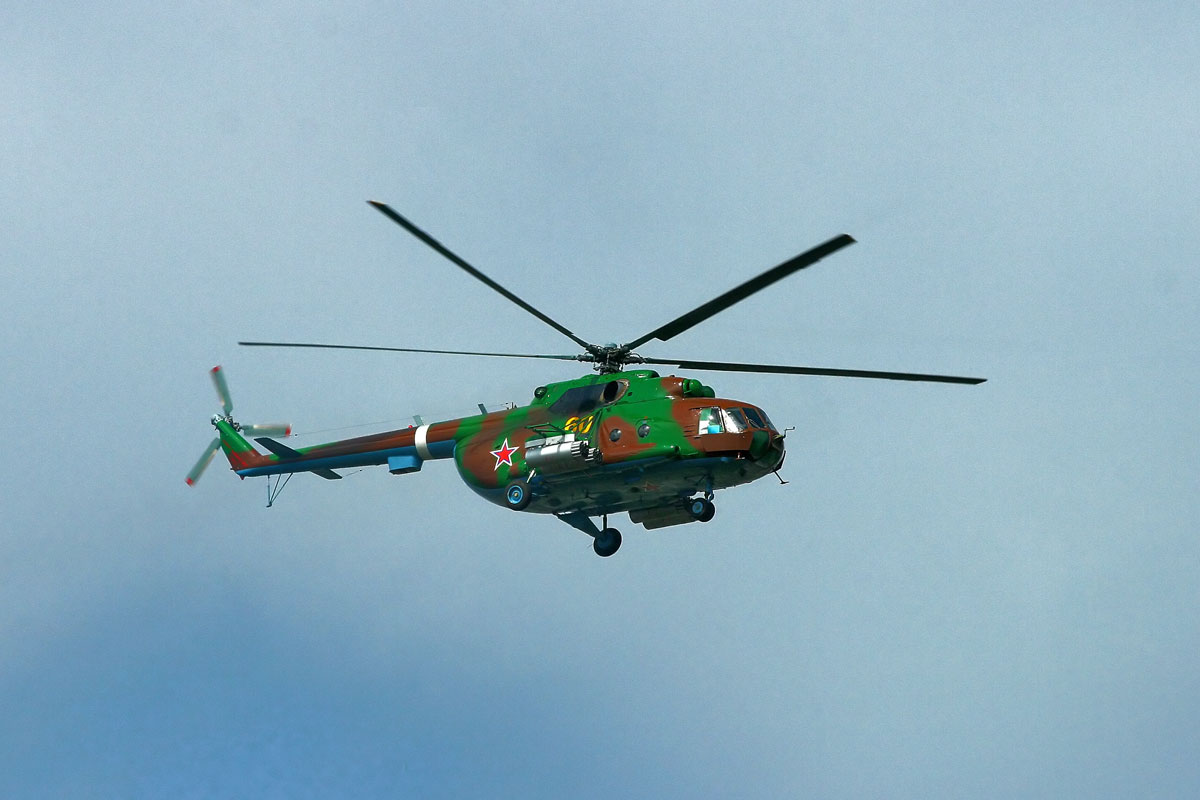
Mil Mi-8

El Aeropuerto de Samara-Smyshliayevka (ruso: Аэропорт Смышляевка; código IATA , ICAO: UWWS) es un aeropuerto civil situado a unos 15 km al este de Samara, en el óblast de Samara, Rusia. Se encuentra en la microrregión "Aeroport-2", que limita con la ciudad. Al este del aeródromo está el poblado de Smyshliayevka, que le da nombre.
El espacio aéreo está controlado desde el FIR del Aeropuerto Internacional de Samara-Kurúmoch (ICAO: UWWW).

## Pista
El aeropuerto de Samara-Smyshliayevka dispone de una pista de asfalto en dirección 03/21 de 1.203x45 m. (3.947x148 pies). Existen otras tres pistas de tierra en diferentes direcciones (ver ficha).
El pavimento es del tipo PCN 12/F/C/Y/T.

## Historia
Entre los años 1936 y 1940 el aeropuerto estaba instalado dentro de los límites de la ciudad, en lo que en la actualidad es la "calle del aeródromo", situada unos 10 km al sudoeste de la localización actual.
El aeropuerto, en su ubicación actual, fue fundado en el año 1940. La primera pista era de hormigón, con unas dimensiones de 750x45 m. Durante los años 50 fue alargada hasta alcanzar los 1200 m. Entre los años 1940 y 1960 el aeropuerto no solo tuvo un uso civil sino también militar.
Hasta 1960 era el aeropuerto principal de Kúibyshev (la actual Samara). A partir de la construcción del nuevo aeropuerto de Kurúmoch, la mayor parte de los vuelos se trasladaron allí, dada la necesidad de dar cabida a aviones a reacción de dimensiones y pesos mayores, que necesitan de pistas más largas. Smyshliayevka no tenía posibilidades de crecer ya que está limitado al norte por el ferrocarril, al sur por un valle anegadizo del río Samara, al oeste por el aeródromo de Bezymianka y al este por el poblado de Smyshliayevka.
Los vuelos regulares de pasajeros dejaron de efectuarse en 1980. En las últimas décadas las actividades del aeródromo se orientan a los trabajos aéreos de la región de Samara y zonas colindantes.
Desde los años 90 el aeropuerto es explotado por la sociedad por acciones "Compañía de Servicios Aéreos Especiales de Samara" (ruso: "ОАО Самарская компания авиации специального применения"), que utiliza aviones An-2 y helicópteros Mi-2 y Mi-8. Además, en el aeropuerto se basa el club ROSTO de aviación.
Desde el año 2002 y durante el mes de agosto de los años pares (2002, 2004, etc), se celebra en el aeropuerto un salón aeronáutico de aviación ligera.